# Symphonie no 9 de Beethoven
Pour les articles homonymes, voir Symphonie no 9.
La Symphonie no 9, op. 125, de Ludwig van Beethoven, est une symphonie chorale en ré mineur en quatre mouvements pour grand orchestre, solos et chœur mixte. Elle a été composée de la fin de l'année 1822 à février 1824,, et créée à Vienne le 7 mai 1824, en hommage au roi Frédéric-Guillaume III de Prusse,. Son final (25 minutes environ) est à lui seul aussi long que la totalité de la Huitième symphonie ; il introduit des sections chantées sur l'Ode à la joie (Ode an die Freude) de Friedrich von Schiller.
Cette œuvre monumentale, en laquelle Richard Wagner voyait « la dernière des symphonies », a marqué un tournant décisif dans ce style musical. Elle est largement considérée comme un chef-d'œuvre du répertoire occidental et l'une des plus grandes œuvres musicales de tous les temps.

## Histoire de l'œuvre

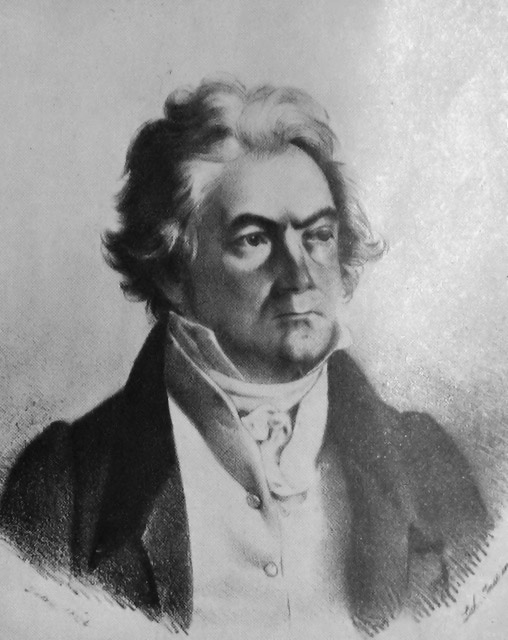
Ludwig van Beethoven en 1824.

La composition de la Neuvième symphonie s'étala de la fin de 1822 au 7 mai 1824, à Vienne, ce qui fait d'elle une contemporaine de la Missa Solemnis op. 123, des 33 Variations sur une valse de Diabelli op. 120 et de La Consécration de la maison op. 124. Œuvre de la dernière période créatrice de Beethoven, elle eut une genèse extrêmement complexe, dont la compréhension nécessite de remonter à la jeunesse du compositeur et de bien distinguer l'élaboration des trois premiers mouvements de celle du quatrième et de son Hymne à la Joie, dont la synthèse s'est opérée très tardivement.

### 1792 - 1823: Genèse de l'Hymne à la joie
Dans les ouvrages consacrés à la Neuvième symphonie, il est fréquent de lire Ode à la joie pour le poème de Schiller et Hymne à la joie pour la musique de Beethoven, mais il ne semble pas exister de règle absolue à ce sujet. Cependant, pour davantage de clarté, c'est cette distinction de terminologie qui sera employée dans l'article.

#### Découverte du poème de Schiller

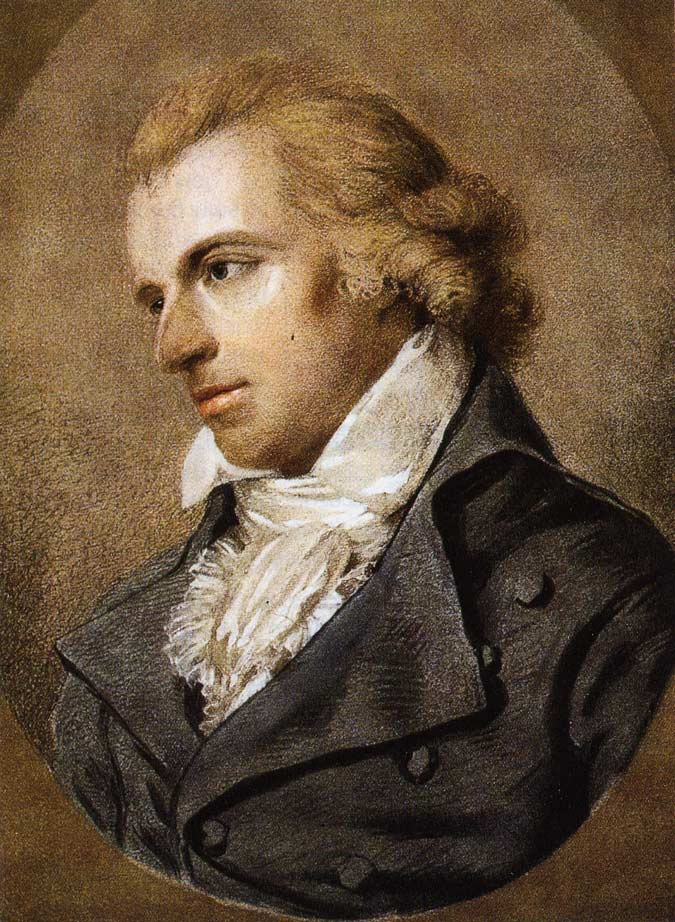
La ferveur humaniste de lOde à la joie de Friedrich von Schiller fascina Beethoven sa vie durant.

Dès l'époque de sa jeunesse à Bonn, Beethoven manifesta un goût prononcé pour la lecture de Goethe et de Schiller chez qui il puisa certains des idéaux qui allaient plus tard jalonner son œuvre : la nature, l'amitié et la joie. Aussi n'est-il pas étonnant qu'il se soit enthousiasmé en 1792 pour l'ode À la joie (An die Freude) de Schiller, appel à la fraternité des hommes dans la conquête de la joie, publié en 1785 à Dresde. À cette époque, âgé de vingt-deux ans, le musicien n'avait écrit que des œuvres mineures dont la plupart restent méconnues aujourd'hui ; cependant son style s'était déjà suffisamment affirmé pour être remarqué par les observateurs avisés, de Waldstein à Haydn. À la fin de 1792, peu avant son départ pour Vienne, le compositeur se lia d'amitié avec un professeur de droit du nom de Ludwig Fischenich, ami personnel du poète Friedrich von Schiller, et lui présenta un poème qu'il avait mis en musique (la Feuerfarbe de Sophie Mereau). Fischenich fit part de son admiration à l'épouse de Schiller dans une lettre où s'annonçait comme une prophétie le futur hymne à la joie :

« Je vous envoie une composition de la Feuerfarbe [...]. Elle est d'un jeune homme d'ici, dont les talents musicaux deviendront universellement célèbres... Il veut aussi mettre en musique la Joie de Schiller, et même toutes les strophes. J'en attends quelque chose de parfait ; car, pour autant que je le connais, il est tout à fait porté au grand et au sublime. »

Son départ pour Vienne et ses années d'études obligèrent le compositeur à ajourner son projet. Durant toute sa vie créatrice il revint périodiquement à cette idée, à chaque fois sous forme d'essais, parsemés dans plusieurs de ses œuvres. Tantôt il mit en musique des fragments du poème de Schiller, tantôt il s'essaya au thème du futur hymne à la joie. De Schiller, dont il déclarait qu'aucun musicien ne pouvait s'élever au-dessus de sa poésie, il ne mit guère d'autre en musique que Rasch tritt der Tod d'après Guillaume Tell, WoO 104.

#### L'Ode à la joiedans l'œuvre de Beethoven
Bien avant le finale de la Neuvième symphonie, Beethoven mit en musique des bribes du poème de Schiller. En 1798 il nota dans un cahier d'esquisses une musique sur le vers Muß ein lieber Vater wohnen. Entre 1799 et 1803, selon son ami Ferdinand Ries, Beethoven aurait écrit un lied entier sur le poème de Schiller. Enfin, et c'est certainement l'exemple le plus connu, il utilisa le troisième vers de la deuxième strophe, Wer ein holdes Weib errungen, pour l'épilogue triomphant de Fidelio en 1805.

#### L’Hymne à la joie dans l'œuvre de Beethoven
Tout au long de sa vie, Beethoven semble avoir été hanté par un thème mélodique que Michel Lecompte retrouve déjà chez Mozart (dans l'offertoire Misericordias Domini K. 222). Ce thème est éparpillé dans l'œuvre de Beethoven, sous diverses formes, quoiqu'il semble évident que dès le début le compositeur s'en soit fait une idée précise. On le trouve d'abord dans le lied Gegenliebe, WoO 118 no 2 (1795), sur un poème d'August Bürger : la mélodie y est presque immédiatement reconnaissable, aussi bien que la forme (un thème A et un thème B de deux fois seize temps chacun, chaque thème étant présenté sous la forme antécédent-conséquent selon la forme A, A', B, B').

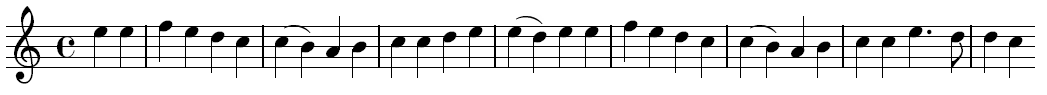
Thème A du lied Gegenliebe, WoO 118, de Beethoven (1795). L'analogie avec le thème de la joie est déjà frappante.

Treize ans plus tard, Beethoven réutilise ce thème dans la Fantaisie chorale opus 80 pour piano, chœur et orchestre sur un poème de Christophe Kuffner (1808), qui annonce le quatrième mouvement de la Neuvième symphonie à au moins trois égards : pour la première fois, Beethoven introduit des chœurs dans une œuvre orchestrale non religieuse ; la mélodie du thème principal de la section chantée dérive directement de celle de 1795, mais cette fois la disposition thématique est très exactement celle qu'aura l'hymne à la joie (A, A', B, A') ; enfin, l'apologie très claire que fait de la joie le poème de Kuffner élargit encore la comparaison. Quelque peu oubliée de nos jours, la Fantaisie chorale ne manque donc pas d'intérêt historique tant il semble évident que Beethoven s'en est servi d'expérience pour la Neuvième symphonie.

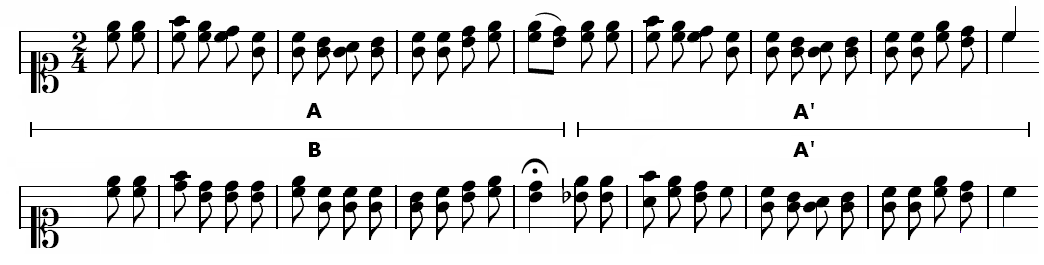
Dans la Fantaisie chorale de 1808, la mélodie principale de la section chantée est presque identique à celle de 1795, mais cette fois la disposition thématique choisie par Beethoven est exactement celle qu'aura l'hymne à la joie (A, A', B, A').

En 1810, dans le lied Mit einem gemalten Band opus 83 no 3 d'après Goethe, le thème, quoique cité de manière très éphémère, fait une apparition sous une forme mélodiquement plus proche de l'hymne à la joie. L'hymne à la joie définitif n'est composé qu'au cours de l'année 1823 pour intégrer le quatrième mouvement de la Neuvième symphonie où Beethoven l'utilise avec plusieurs variations.

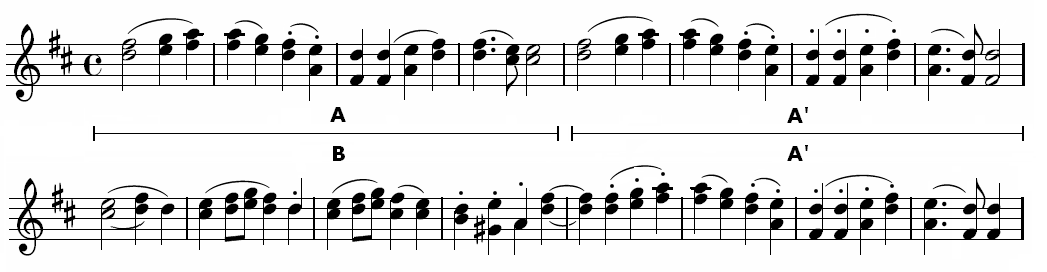
Neuvième symphonie, quatrième mouvement : l'hymne à la joie tel que Beethoven le confie aux hautbois dans la troisième variation de son exposition instrumentale, mesures 150 à 165.

### 1812 - 1823: Genèse de la Neuvième symphonie

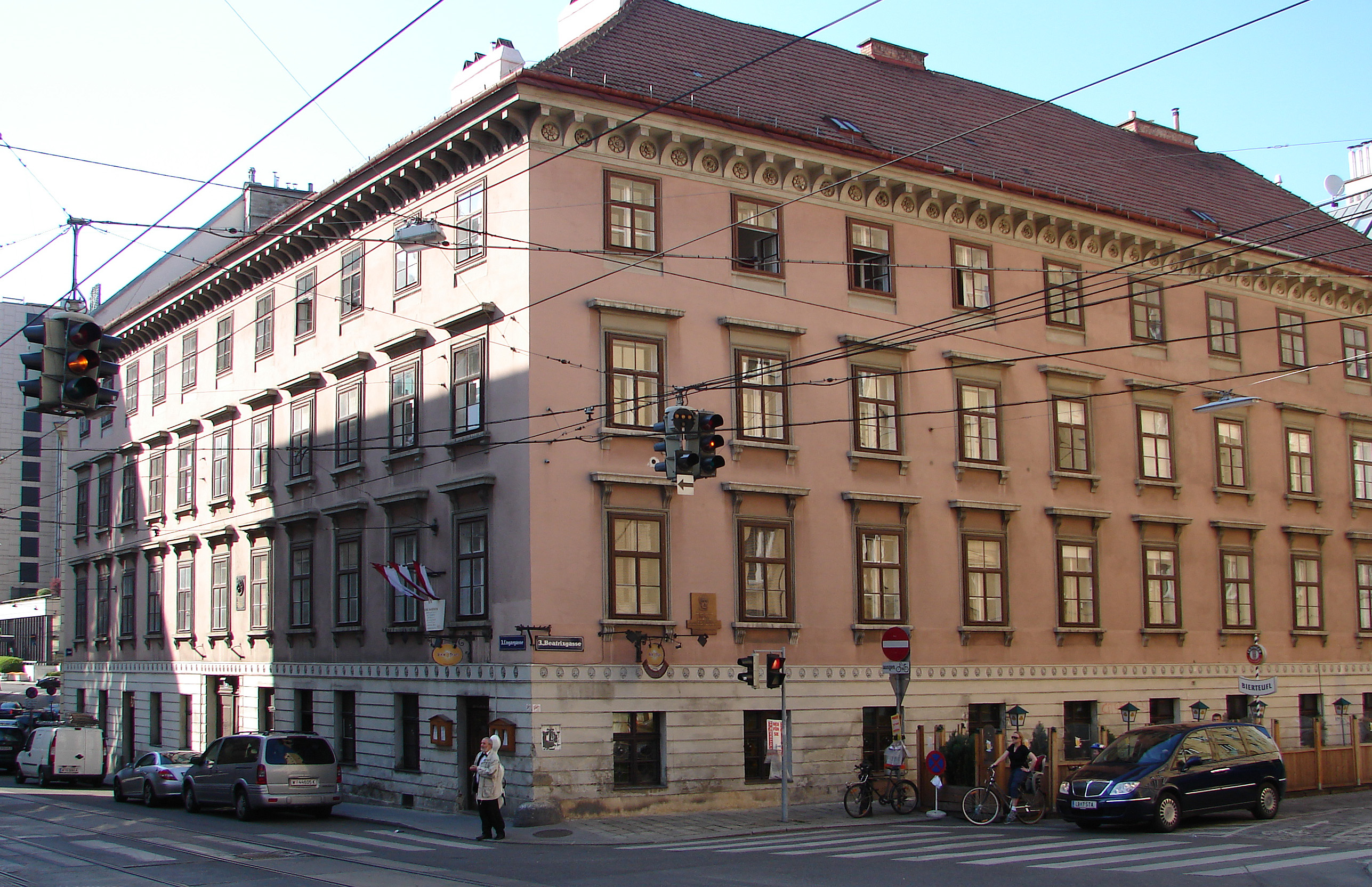
Maison, 5 rue Ungargasse à Vienne, où Beethoven a achevé d'écrire la Symphonie no 9.

#### Symphonie en ré mineur, symphonie avec chœurs
L'idée d'une symphonie en ré mineur germa dans l'esprit de Beethoven au début de l'année 1812, alors qu'il venait d'achever la composition de la Septième et travaillait à la Huitième. En mai 1812, il écrivait ainsi à son éditeur Breitkopf & Härtel : « J'écris trois nouvelles symphonies, dont l'une est déjà terminée ». Mais la troisième de ces symphonies, hypothétique Neuvième, ne fut pas mise en chantier immédiatement, peut-être à cause des événements obscurs qui émaillèrent la deuxième moitié de l'année 1812 dans la vie du compositeur. Ce n'est que dix années plus tard, après l'achèvement de la Missa Solemnis, qu'il revint à ce projet.

### 1824: Préparatifs et création de l'œuvre
Ludwig van Beethoven

a terminé dans cette maison

dans l'hiver 1823/1824 sa

neuvième Symphonie.

Pour le centenaire de la première

exécution le 7 mai 1824

en honneur du maître et de son œuvre

cette plaque a été placée par le

Wiener Schubertbund

le 7 mai 1924.

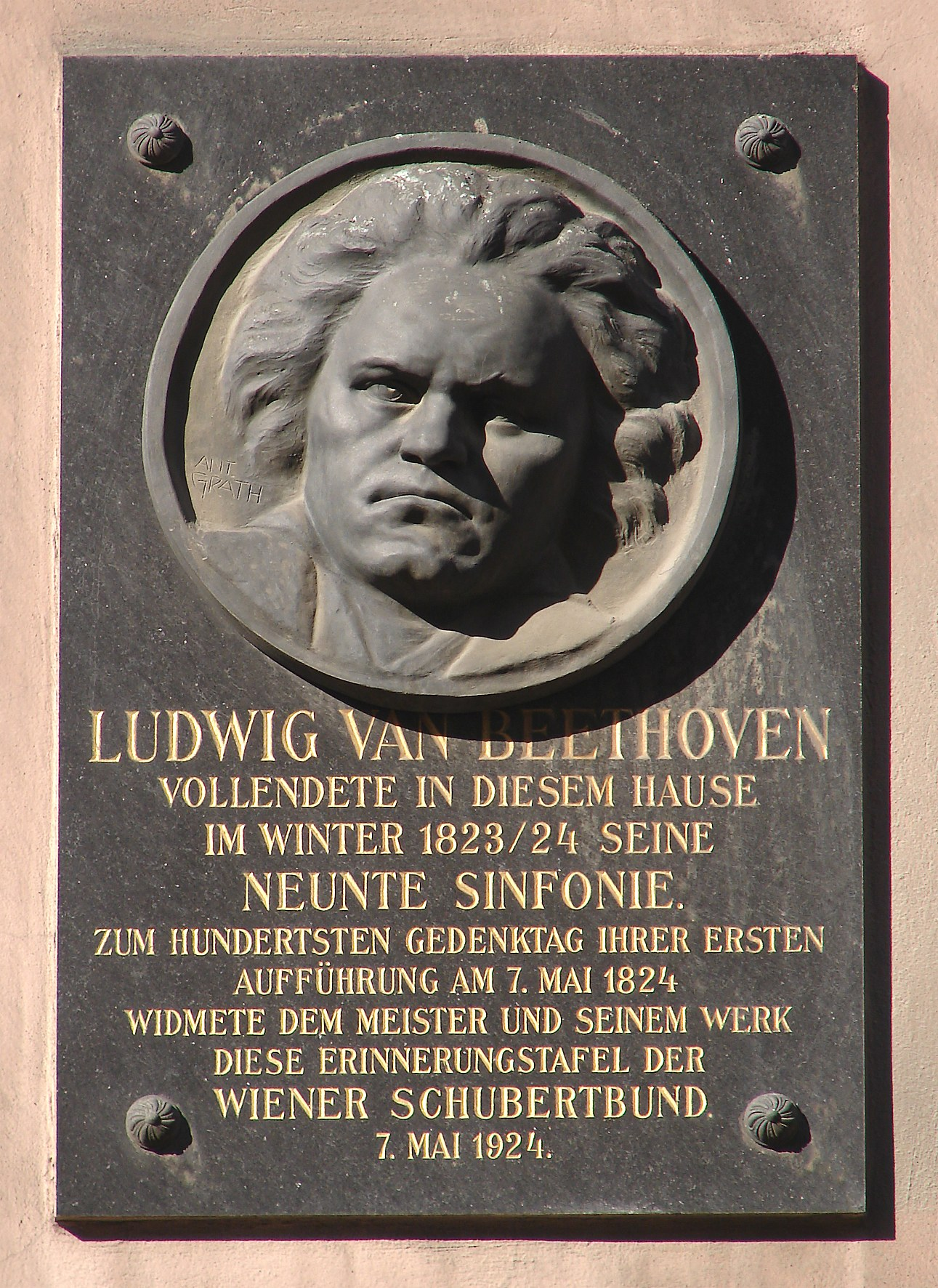
Plaque au 5 Ungargasse:
Ludwig van Beethoven
a terminé dans cette maison
dans l'hiver 1823/1824 sa
neuvième Symphonie.
Pour le centenaire de la première
exécution le 7 mai 1824
en honneur du maître et de son œuvre
cette plaque a été placée par le
Wiener Schubertbund
le 7 mai 1924.

La Neuvième Symphonie a été créée le 7 mai 1824 au Theater am Kärntnertor à Vienne, en même temps que l'ouverture La Consécration de la maison et que les trois premières parties de la Missa solemnis. C'était la première apparition sur scène du compositeur depuis douze ans ; la salle était bondée. Les parties de soprano et d'alto étaient interprétées par deux jeunes chanteuses célèbres : Henriette Sontag et Caroline Ungher. Le ténor était Anton Haizinger et la basse Joseph Seipelt.
Bien que le concert ait été officiellement dirigé par Michael Umlauf, le Kapellmeister du théâtre, Beethoven partageait la scène avec lui. Toutefois, Umlauf gardait un mauvais souvenir de la tentative, deux ans plus tôt, du compositeur de procéder à une répétition générale de son opéra Fidelio qui s'était transformée en désastre. Alors, cette fois, il avait demandé aux chanteurs et musiciens d'ignorer les gestes de Beethoven presque totalement sourd. Au début de chaque partie, Beethoven, qui était assis près de la scène, donnait le tempo. Il tournait les pages de sa partition et battait le tempo pour un orchestre qu'il ne pouvait pas entendre.
Il y a un certain nombre d'anecdotes sur la création de la Neuvième. Fondées sur les témoignages des participants, il y a des jugements selon lesquels elle n'avait pas été assez répétée (il n'y avait eu que deux répétitions complètes) et que l'exécution était un peu décousue. Cependant, la première a été un grand succès.
Lorsque le public a applaudi — les témoignages diffèrent quant à savoir si c'est à la fin du scherzo ou de toute la symphonie — Beethoven avait plusieurs mesures de retard et continuait à battre la mesure. De ce fait, la contralto Caroline Unger s'approcha de lui et le fit se retourner pour recevoir les acclamations et les applaudissements du public. Selon un témoin, « le public a acclamé le héros musical avec le plus grand respect et sympathie, après avoir écouté ses merveilleuses et immenses créations avec l'attention la plus intense ; il a éclaté en applaudissements de joie, souvent pendant différentes parties, et à plusieurs reprises à la fin ». L'ensemble du public a exprimé son enthousiasme debout faisant cinq rappels ; il y avait des mouchoirs en l'air, des chapeaux, des mains levées, de sorte que Beethoven, qui ne pouvait pas entendre ces applaudissements, pouvait au moins voir les gestes d'ovation.

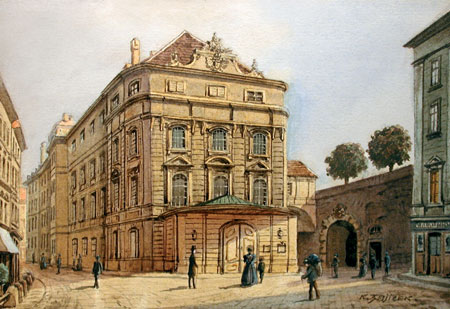
L'ancien Theater am Kärntnertor dessiné par Carl Wenzel Zajicek

## Musique

### Structure générale
Autant d'années séparent la composition de la Première Symphonie (1800) de celle de la Huitième (1812), que celles de la Huitième et de la Neuvième (1824), et si la structure générale de cette dernière peut paraître classique avec ses quatre mouvements, chacun d'entre eux innove, se déploie et prend des proportions exceptionnelles : 547 mesures pour le premier mouvement, 1414 pour le deuxième (avec ses reprises, son da capo et sa coda), 157 pour le troisième et 940 pour le finale. Le premier mouvement garde la forme sonate avec ses deux thèmes, son développement et sa ré-exposition ; le scherzo est placé en deuxième position – pour la première fois dans une symphonie de Beethoven – comme dans les Quatuors à cordes op. 18 no 4 et no 5, le Trio à l'Archiduc op. 97 ou la Sonate Hammerklavier op. 106 ; le mouvement lent, en troisième position, est un adagio en forme de thème et variations ; le finale particulièrement complexe se divise en quatre sections et prend les dimensions d'un oratorio avec solistes et chœur.
Outre les développements thématiques impressionnants, l'exploitation méticuleuse de chaque motif, leur imbrication rigoureuse et homogène, l'œuvre se caractérise par des changements de tempos, de caractères, de mesures, d'armures et de modes jamais vus jusqu'alors dans une symphonie, ce qui fit écrire à Berlioz : « Quoi qu’il en soit, quand Beethoven, en terminant son œuvre, considéra les majestueuses dimensions du monument qu’il venait d’élever, il dut se dire : “Vienne la mort maintenant, ma tâche est accomplie.” »
| Mouvement | Indications de mouvement                | Mesure | Tempo | Tonalité   |
| --------- | --------------------------------------- | ------ | ----- | ---------- |
| I         | Allegro ma non troppo, un poco maestoso |        | = 88  | ré mineur  |
| II        | Molto vivace                            |        | = 116 | ré mineur  |
| II        | Presto                                  | 2/2    | = 116 | ré majeur  |
| II        | Scherzo da Capo al Coda                 |        | = 116 | ré mineur  |
| II        | Coda (les 13 mesures finales)           | 2/2    | = 116 | ré majeur  |
| III       | Adagio molto e cantabile                | 4/4    | = 60  | si♭ majeur |
| III       | Andante moderato                        |        | = 63  | ré majeur  |
| III       | Tempo I                                 | 4/4    | = 60  | si♭ majeur |
| III       | Andante moderato                        |        | = 63  | sol majeur |
| III       | Adagio                                  | 4/4    | = 60  | mi♭ majeur |
| III       | Lo stesso tempo                         |        | = 60  | si♭ majeur |
| IV        | Presto                                  |        | = 96  | ré mineur  |
| IV        | Allegro assai                           | 4/4    | = 80  | ré majeur  |
| IV        | Presto                                  |        | = 96  | ré mineur  |
| IV        | Allegro assai                           | 4/4    | = 80  | ré majeur  |
| IV        | Allegro assai vivace - Alla Marcia      |        | = 84  | si♭ majeur |
| IV        | Andante maestoso                        |        | = 72  | sol majeur |
| IV        | Allegro energico, sempre ben marcato    |        | = 84  | ré majeur  |
| IV        | Allegro ma non tanto                    | 2/2    | = 120 | ré majeur  |
| IV        | Prestissimo                             | 2/2    | = 120 | ré majeur  |

En observant le début de chaque mouvement, les notes de l'arpège descendant sur deux octaves de ré mineur (ré la fa ré) ressortent comme un incipit musical donnant son unité aux éléments thématiques de l'ensemble de l'œuvre. Descentes rythmées et scandées dans le premier mouvement, entrecoupées de silence dans le deuxième, en fanfare de croches doublées et arpèges brisés dans la ritournelle du quatrième, Beethoven fait le tour de force, dans le troisième, sur une seule octave, de mettre en relief les quatre notes dans la tonalité pourtant bien affirmée de si♭ majeur gardant cette tonique en note centrale.

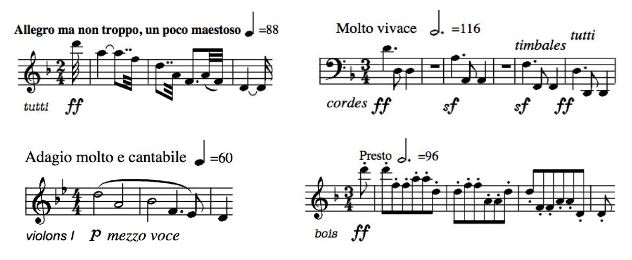
Parmi les premières notes de chaque mouvement,
l'arpège descendant de ré mineur (ré la fa ré).

### Orchestration
Écrite pour orchestre symphonique, cette œuvre est la première du genre à se voir adjoindre dans le finale des solistes chanteurs (soprano, alto, ténor, baryton) et un chœur (sopranos, altos, ténors, basses). À l'instar du dernier mouvement de la cinquième symphonie, un piccolo pour l'aigu, un contrebasson pour le grave et trois voix de trombone (alto, ténor et basse) pour les cuivres sont aussi ajoutés au finale, toutefois, pour ce qui est des cors, contrairement au finale de la Cinquième, celui de la Neuvième en comprend non pas deux mais quatre. En outre, pour les percussions, l'orchestre est enrichi d'un triangle, d'une grosse caisse et de cymbales. Vue l'orchestration exceptionnelle du finale et l'exploitation maximum des tessitures et techniques vocales, la réunion de plusieurs chorales de qualité est nécessaire pour une bonne audition de l'œuvre. Les trois trombones interviennent également pour quelques mesures dans le Scherzo.
| Instrumentation de la Neuvième symphonie                                                       |
| Cordes                                                                                         |
| premiers violons, seconds violons, altos, violoncelles, contrebasses                           |
| Bois                                                                                           |
| 1 piccolo, 2 flûtes, 2 hautbois, 2 clarinettes en la et si♭, 2 bassons, 1 contrebasson         |
| Cuivres                                                                                        |
| 4 cors en ré et en si♭, 2 trompettes en ré et en si♭, 3 trombones (alto, ténor et basse)       |
| Percussions                                                                                    |
| 2 timbales (I : ré/la, II : fa/fa, III : si♭/fa, IV : ré/la) triangle, grosse caisse, cymbales |
| Voix                                                                                           |
| Solo : soprano, alto, ténor, baryton Chœur : sopranos, altos, ténors, basses                   |

### Premier mouvement:Allegro ma non troppo, un poco maestoso

#### Tonalité

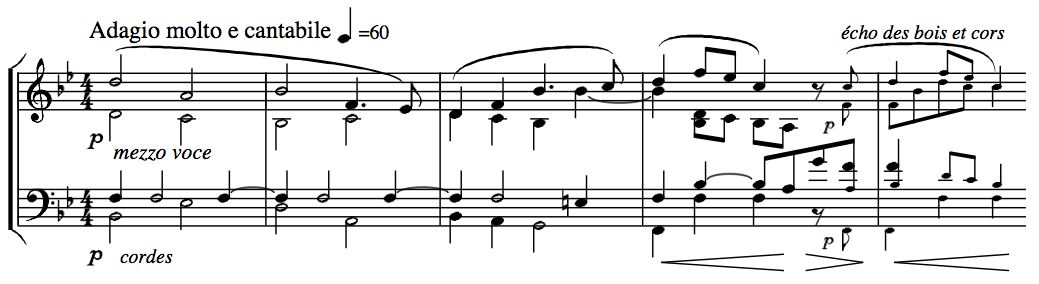
Premières mesures du thème A,
jouées par le quatuor à cordes (sans les contrebasses).

Le premier mouvement commence par une incertitude, un doute, introduction que Michel Chion compare à une rumeur cosmique : sur une quinte (la - mi) tenue pianissimo jouée aux deux premiers cors et en trémolos aux deuxièmes violons et violoncelles, les premiers violons puis les altos et contrebasses répètent ces deux notes, la première en brève appoggiature de la deuxième, en mouvement descendant, de manière interrogative, énigmatique. Les bois soutiennent ensuite progressivement les tenues, renforçant le crescendo des pédales, les deux notes devenant plus mélodiques se resserrent dans le temps. Il faut attendre, juste après le ré de basse des bassons et des troisième et quatrième cors, la dix-septième mesure pour entendre enfin s'affirmer magistralement la tonalité de ré mineur. Le premier thème prend tout l'espace sonore, des instruments les plus graves aux plus aigus ; il débute fortissimo à l'unisson du tutti d'orchestre par l'arpège descendant sur deux octaves de l'accord parfait mineur (ré, la, fa, ré, la, fa, la, fa, ré), les timbales, les troisième et quatrième cors et les trompettes martelant la tonique (ré) et la dominante (la).

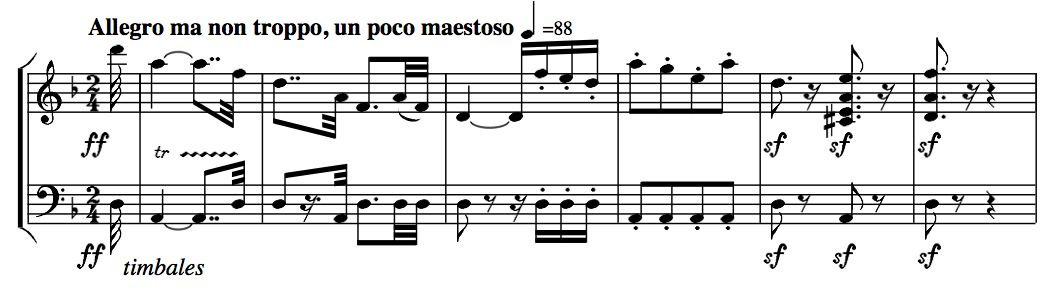
Premières mesures du thème A
jouées sur cinq octaves par tout l'orchestre et soutenues par les timbales.

#### Indication de mouvement
La même hésitation, le même flottement se retrouvent pour la mesure et le tempo : les tenues et les trémolos de l'introduction forment une nappe brumeuse d'où s'échappent les descentes de quartes et quintes des cordes, seul le grand unisson orchestral du premier thème affirmera l'Allegro ma non troppo, un poco maestoso titrant cette première partie. L'indication de mouvement Allegro, normalement rapide et gai, est atténuée par le mais pas trop ; elle est complétée par l'indication d'expression un peu majestueusement, avec une certaine solennité. Beethoven, profitant du métronome breveté par son ami Johann Nepomuk Mælzel, précise même la pulsation à 88 noires par minute, ce qui habituellement correspond davantage à un Moderato. Malgré cette relative lenteur, en gardant le terme Allegro, il impose sa volonté de préserver le caractère dynamique et énergique à l'allure et aux rythmes de ce premier mouvement. Comportant 547 mesures à deux temps, le tempo étant de 88 à la noire, la durée théorique, avec les quatre ritenutos très courts, est d'environ 12 minutes et demie ([547 x 2 x 60] : 88 = 746 secondes).

#### Structure
(ébauche)
Forme sonate :
- Exposition : deux thèmes, l'un en ré mineur, l'autre en si♭ majeur, sans reprise ;
- Développement : très modulant, sur des parties des deux thèmes, sur-dimensionné,
- Réexposition : les deux thèmes très variés, mais principalement en ré mineur/majeur
- Coda : en deux parties.

### Deuxième mouvement:Molto vivace

#### Tonalité
Aucune hésitation quant à la tonalité du deuxième mouvement : dès l'introduction, sur un rythme de sicilienne, les cordes martèlent une descente de tonique, dominante ré, la (souvenir du début de l'Allegro initial), et ce sont les timbales, surprenantes après un silence, qui fixent le mode mineur avec la médiante fa en octave, puis tout l'orchestre scande la tonique ré, le ré mineur s'impose à nouveau. Dans la musique classique dans son sens le plus large, c'est l'un des rares exemples où les timbales sortent de leur emploi habituel de soutien harmonique ne jouant que des premiers et cinquièmes degrés (tonique et dominante) ; ici, ce sont elles qui déterminent le mode, jouant en solo le troisième degré de la gamme (fa naturel, médiante de ré mineur).

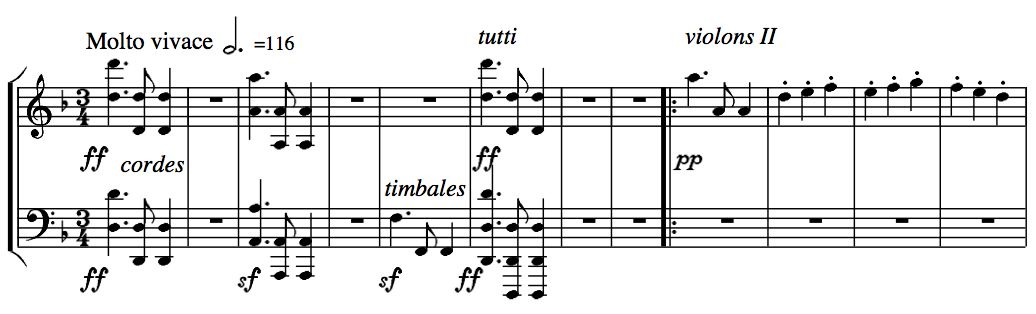
Introduction et premières notes du fugato,
à noter les impressionnantes mesures de silence orchestrales.

La partie centrale, prémices à l'Ode à la joie du finale, module dans le premier sens du terme : gardant la tonique, le mode change en ré majeur. Beethoven réutilisant une partie de ce motif dans les treize ultimes mesures de la coda, le mouvement s'achève dans cette tonalité majeure.

#### Indication de mouvement
Cette deuxième partie de la symphonie est un Molto vivace à 3/4, la blanche pointée étant de 116 pulsations par minute. Dans ses œuvres précédentes, Beethoven nous a habitués à ces tempos très vif pris à la mesure, rendant le rythme ternaire la pulsation étant à la blanche pointée. Dès la première symphonie, bien que le troisième mouvement soit intitulé Menuetto, l'indication est Allegro molto e vivace, blanche pointée égale 108, les épisodes suivants obéissant au même principe de tempo à la mesure. Bien sûr, dans cette neuvième, Beethoven va un peu plus loin, précisant pour certains passages Ritmo di tre battute et Ritmo di quatro battute (battre à trois temps comme un 9/4 et battre à quatre temps comme un 12/4), précisant exceptionnellement la carrure de ses phrases musicales.

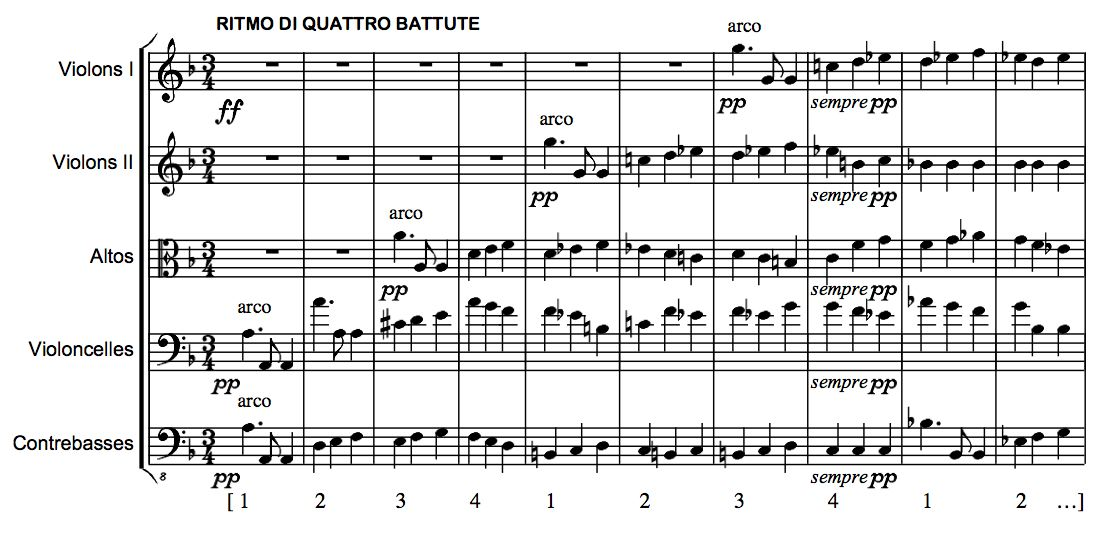
Après le Ritmo di tre battute, l'entrée en strette modulante des cordes
sur le Ritmo di quatro battute annonçant le retour du thème fortissimo.

Comme il l'avait déjà fait dans la troisième et la sixième symphonies, le trio de ce mouvement revient à une mesure binaire, un Presto à 2/2, mais là encore pris à la mesure en gardant la pulsation précédente, soit la ronde égale 116. Ce trio avec son équivalence de pulsation (blanche pointée précédente = ronde) pose, avec l'Allegro assai vivace - Alla Marcia du finale, l'un des principaux problèmes des indications métronomiques de l'œuvre. Si cette dernière paraît beaucoup trop lente, celle-ci semble bousculée, précipitée. Quelques chefs préfèrent par exemple "noire = noire" soit la ronde autour de 88 (rappel du tempo du premier mouvement), d'autres font un choix intermédiaire (+/- 100), rares sont ceux qui imposent cette équivalence de tempo à 116 très (trop?) rapide.
| ? T° à 88 [Fiche] | ? T° à 100 [Fiche] | ? T° à 116 [Fiche] |

Avec ses reprises, son da Capo (sans reprises), sa coda, deux stringendos très courts, ce mouvement fait un total de 1 414 mesures à 116 bpm à la mesure (3/4 ou 2/2), soit une durée théorique [(1414 x 60) : 116 = 731 secondes], avec les accélérés, d'un peu plus de 12 minutes.

#### Structure
Ce Molto vivace est un Presto, dans le caractère d'un Scherzo de deux reprises avec Trio, également de deux reprises, da Capo sans les reprises et Coda.
Après l'accord de ré mineur descendant sur un rythme de sicilienne entrecoupé de silence vu ci-dessus, la première reprise commence par un fugato à cinq voix des cordes, d'un caractère très vif et léger, joué pianissimo et staccato, chaque voix étant ponctuée graduellement par les bois et les cors. Le thème est ensuite exposé fortissimo par l'orchestre, les timbales, trompettes et cordes graves martelant la première noire de chaque mesure ; il module de ré mineur à do majeur. Sur un ostinato rythmique des cordes sur cinq octaves, apparaît un nouvel élément à deux voix en do majeur joué aux bois. Il s'ensuit un jeu d'alternance entre les bois et les cordes sur les motifs précédents se concluant par une gamme par mouvements contraires, puis le rythme initial de sicilienne est répété quatre fois pianissimo en modulant do majeur, la mineur, fa majeur, ré mineur et… trois mesures de silence ! Reprise au fugato.

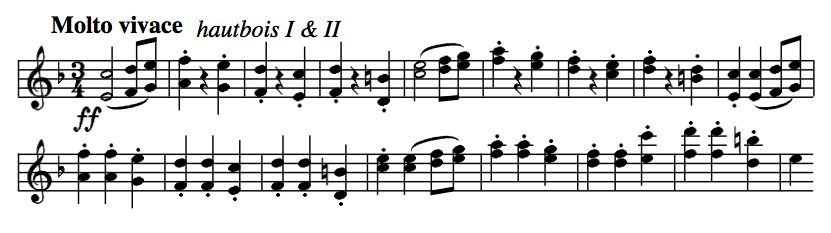
Première exposition aux bois sur trois octaves
du deuxième élément thématique à deux voix du Scherzo.

Avant la deuxième reprise, Beethoven reprend la section "rythme initial de sicilienne modulant" sur ré mineur, si♭ majeur, sol mineur, mi♭ majeur. À nouveau, trois mesures de silence, et semblant s'amuser de ces modulations, il enchaîne sur ce même rythme, une kyrielle de tonalités descendantes en tierce et alternant majeur/mineur, pour nous mener, après un petit chromatisme, à la dominante de mi mineur (mi♭ M, do m, la♭ M, fa m, ré♭ M, si♭ m, sol♭ M, mi♭ m, do♭ M, la♭ m, mi M, do# m, la M + "la, la#, si" sur cinq octaves). Sur une carrure de trois mesures (Ritmo di tre battute) commence un fugato du thème initial joué par les bois, la timbale rompant la cadence dans tous les sens du terme, imposant un fa majeur, les cors/trompettes ramenant le ré mineur. La carrure redevient à quatre temps (Ritmo di quatro battute) sur l'entrée en strette des cordes ; les cors et timbales puis tout l'orchestre martèlent le rythme de sicilienne, le thème principal revient fortissimo, sur l'accord de ré mineur scandé par les cuivres et les basses. Suit une partie plus harmonique, mais toujours rythmée de siciliennes, amenant à nouveau le deuxième thème au bois d'abord en majeur, puis mineur ; les cuivres et cordes cadencent la tonique. Après un développement des éléments de ce thème, retour au "rythme initial de sicilienne modulant" et reprise de cette deuxième section.
Après un point d'orgue sur l'accord de dominante de ré ''(la do# mi), pour amener le trio et sa nouvelle mesure, Beethoven utilise un strigendo il tempo (accélérer le tempo) pour arriver au Presto à 2/2 sur une descente en octaves des cinquième et premier degrés. Les hautbois, doublés des clarinettes sur une basse staccato des deux bassons à l'unisson exposent un nouveau thème aux lignes mélodiques de plus en plus proche du chant final. Ré-exposé au cors puis aux bassons, c'est la partie staccato qui est développée par le hautbois solo, retour de ce thème à la flûte et aux violons I & II sur le sempre staccato en tierces des bassons, altos, violoncelles et contrebasses. Après la reprise, le développement de ces deux éléments mène au Allegro vivace da capo al coda senza repliqua poi la Coda.

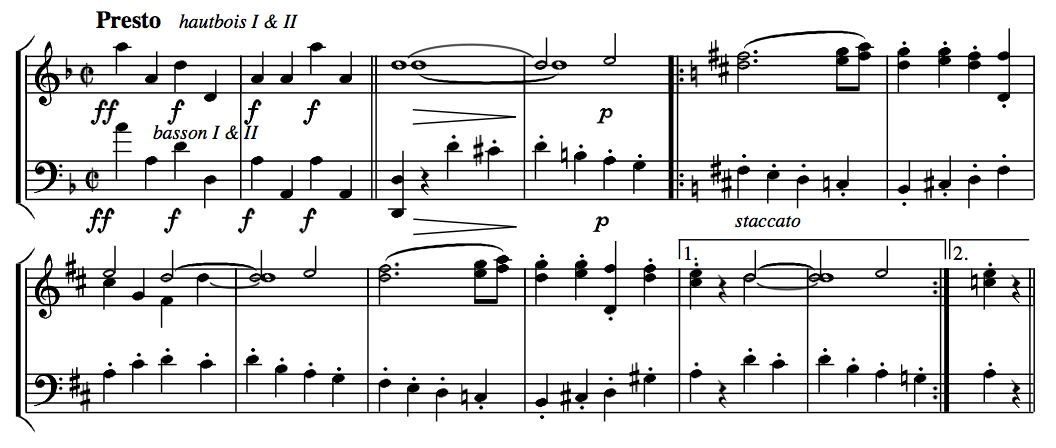
Introduction et première reprise du Triola pulsation est à la mesure, la ronde égale un temps à 116 bpm.

La Coda reprend le strigendo il tempo pour faire ré-entendre le thème du Presto s'arrêtant brutalement sur un silence, suivi, comme précipitée, de la descente en octaves des cinquième et premier degrés (la, ré).

### Troisième mouvement:Adagio molto e cantabile
(4/4, noire = 60, si ♭majeur) - Andante moderato (3/4, noire = 63, ré majeur) - (mesure, tempo et ton primo) - (mesure et tempo secondo, sol majeur) - (mesure et tempo primo, mi♭ majeur) - Lo stesso tempo (12/8, noire pointée = 60, si ♭majeur)

#### Indication de mouvement
Deux phrases alternent au départ de ce troisième mouvement : un Adagio molto e cantabile à 4/4, la noire = 60 et un Andante moderato à 3/4, la noire = 63.
Aujourd'hui, un Adagio est trop souvent synonyme de lenteur ou d'indolence, alors que l'origine du mot "ad agio" signifie "à l'aise" et ici adagio molto doit être compris comme "très à l'aise". Cette idée est renforcée par le cantabile, "bien chanté", atténuée sur la partie de premier violon par un mezzo voce, à mi-voix. Très à l'aise et bien chanté, mais à mi-voix, après l'effervescence fébrile du Scherzo, Beethoven nous mène dans une quiétude sereine, un apaisement mélodieux.
L'Andante moderato, (en marchant plutôt tranquillement), avec l'indication espressivo aux premiers et deuxièmes violons, implique une remise en route, une reprise du cheminement. Si les indications métronomiques peuvent paraître assez proches, (60 et 63), ce sont surtout les rythmes utilisés qui contrastent les deux phrases : valeurs longues et liées pour la première, syncopes et doubles-croches pour la deuxième.

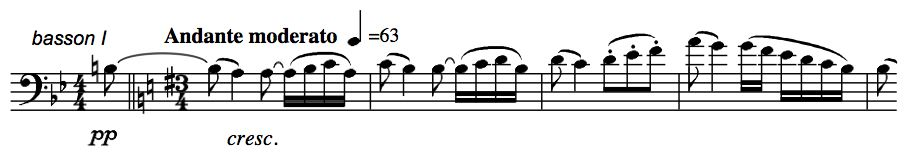
Premières mesures du thème B, jouées la 2e fois en sol majeur
par les bois sur trois octaves (basson, hautbois, flûte).

Quand apparaît le 12/8 avec l'indication Lo stesso tempo, (la même vitesse de pulsation, donc la noire pointée à 60 bpm), là encore les thèmes et les variations comme improvisées des premiers violons, sont spécifiés dolce (avec douceur) dans le bercement de l'accompagnement ternaire, contrastant avec les deux courtes fanfares surprenantes et sonores, appels de « remise en marche » et annonçant le dernier mouvement.
Compte tenu des tempos indiqués et d'un point d'orgue, la durée théorique est (approximativement) de 9 minutes 50 secondes.

#### Structure
Le troisième mouvement allie plusieurs formes et peut être présenté de plusieurs façons.
Les éléments :
- un thème A en si♭ majeur de seize mesures à 4/4, avec une intro de 2 et une coda de 6 reprenant la dernière partie du thème,
- un thème B de 16 mesures en ré majeur à 3/4, fondu-enchaîné sur la coda précédente et coda de deux mesures avec une cadence rompue et un point d'orgue arpégé aux premiers violons sur l'accord de septième de dominante de la tonalité suivante,
- une première variation de A à 4/4, thème très orné aux premiers violons, coda identique, retour en si♭ majeur
- un retour du thème B en sol majeur à 3/4, non pas varié mais réorchestré (inversement : thème au bois, accompagnement aux cordes), coda avec une cadence rompue, se terminant sur l'accord de septième de dominante de la tonalité suivante,
- une deuxième variation en forme de développement de A à 4/4 commençant en mi♭ majeur, passant en mi♭ mineur, reprenant en do♭ majeur, s'achevant sur l'accord de septième de dominante de cette tonalité. À noter la vertigineuse partition du quatrième cor dans cette section : sur un ambitus de plus de trois octaves, il joue d'abord la basse du quatuor avec le basson et les deux clarinettes, une fausse entrée en fugato du thème A qui s'achève sur des sons pédales de contrebasse, doublant ensuite à l'octave inférieure (tout de même) le chant de flûte/clarinette, il termine en solo, sans aucun accompagnement, par une cadence de la gamme ascendante et descendante de do♭ majeur.

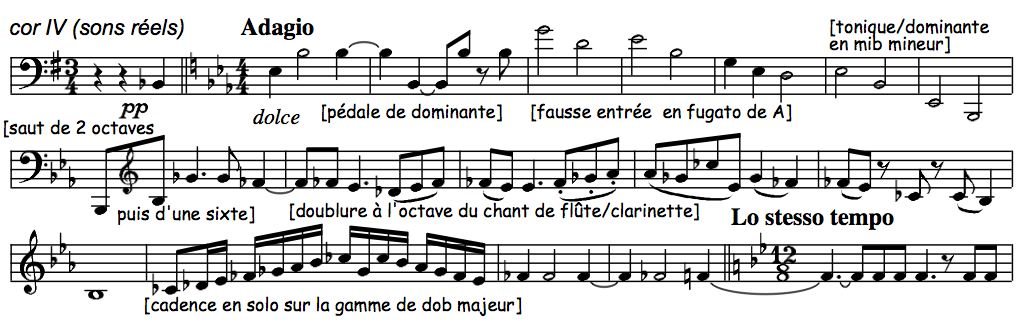
Partie du 4e cor (en sons réels) dans la 2e variation de A,
avant le 12/8 et le retour en si♭ majeur.

- une troisième variation de A 12/8, si ♭majeur, coda, fanfare de deux mesures
- une quatrième variation de A 12/8, si ♭majeur, coda, fanfare de deux mesures
- une coda générale (issue de A, ultime variation ?)

### Quatrième mouvement:Finale

#### Structure
La division en quatre parties du "monument" qu'est le Finale, s'impose par le jeu des tonalités, des changements de mesures et d'indications de mouvement :
- la première section reprend l'alternance de modes du deuxième mouvement (ré mineur/majeur), elle alterne aussi les 3/4 et 4/4 ;
- la deuxième, entièrement à 6/8, rappelle les tonalités des thèmes du troisième mouvement (si♭ et ré majeur),
- la troisième, à 3/2, ré-alterne les modes cette fois sur sol,
- la dernière, en 6/4 et en 2/2, impose définitivement le ré majeur.

| Mesure            | Indication de mouvement              | Mes. | Tempo | Tonalité | Résumé |
| ----------------- | ------------------------------------ | ---- | ----- | -------- | --- |
| Première section  |                                      |      |       |          | |
| 1 – 91            | Presto                               | 3/4  | = 96  | ré m     | Grand accord dissonant, introduction orchestrale. Récitatif des contrebasses et violoncelles et rappels des thèmes des 3 premiers mouvements.                                                                     |
| 92 – 207          | Allegro assai                        | 4/4  | = 80  | ré M     | Entrée instrumentale du thème de la joie suivie de trois variations. |
| 208 – 236         | Presto                               | 3/4  | = 96  | ré m     | Grand accord dissonant, introduction orchestrale. Récitatif de la basse soliste : « O Freunde, nicht diese Töne ! ».                                                                                              |
| 237 – 330         | Allegro assai                        | 4/4  | = 80  | ré M     | Trois premières strophes de l'Ode à la joie : « Freude, schöner Götterfunken [...] » « Wem der große Wurf gelungen [...] » « Freude trinken alle Wesen [...] ». Péroraison sur « Und der Cherub steht vor Gott ». |
| Seconde section   |                                      |      |       |          | |
| 331 – 492         | Allegro assai vivace                 | 6/8  | = 84  | si♭ M    | Quatrième strophe, orchestration "à la turque" : « Froh, wie seinen Sonnen fliegen [...], chantée par le ténor soliste » Intermède instrumental fugato.                                                           |
| 493 – 594         | Allegro assai vivace                 | 6/8  | = 84  | ré M     | Première strophe fortissimo par tout le chœur : « Freude, schöner Götterfunken [...] ». |
| Troisième section |                                      |      |       |          | |
| 595 – 626         | Andante maestoso                     | 3/2  | = 72  | sol M    | Cinquième strophe, dans un style solennel : « Seid umschlungen, Millionen [...] ». |
| 627 – 654         | Adagio ma non troppo, ma divoto      | 3/2  | = 60  | sol m    | Sixième strophe, dans un style solennel : « Ihr stürzt nieder, Millionen ? [...] ». |
| Quatrième section |                                      |      |       |          | |
| 655 – 762         | Allegro energico, sempre ben marcato | 6/4  | = 84  | ré M     | Première et cinquième strophes mêlées dans un vaste fugato choral. |
| 763 – 850         | Allegro ma non tanto                 | 2/2  | = 120 | ré M     | Bribes de la première strophe par les solistes en alternance avec le chœur et l'orchestre. |
| 851 – 940         | Prestissimo                          | 2/2  | = 132 | ré M     | Coda : première et cinquième strophes mêlées. Péroraison sur « Freude, schöner Götterfunken » puis conclusion instrumentale.                                                                                      |

#### Texte
Le texte chanté est une partie du poème de Friedrich von Schiller. Le libretto original avec les répétitions peut être trouvé sur la version allemande de Wikisource.
| Texte original allemand | Traduction française |
| --- | --- |
| O Freunde, nicht diese Töne! Sondern laßt uns angenehmere anstimmen und freudenvollere. | Ô amis, pas de ces accents ! Mais laissez-nous en entonner de plus agréables, Et de plus joyeux ! |
| Freude, schöner Götterfunken Tochter aus Elysium, Wir betreten feuertrunken, Himmlische, dein Heiligtum! Deine Zauber binden wieder Was die Mode streng geteilt; Alle Menschen werden Brüder, Wo dein sanfter Flügel weilt.                  | Joie, belle étincelle divine, Fille de l'assemblée des dieux, Nous pénétrons, ivres de feu, Céleste, ton royaume ! Tes magies renouent Ce que les coutumes avec rigueur divisent; Tous les humains deviennent frères, Là où ta douce aile s'étend.                                              |
| Wem der große Wurf gelungen, Eines Freundes Freund zu sein; Wer ein holdes Weib errungen, Mische seinen Jubel ein! Ja, wer auch nur eine Seele Sein nennt auf dem Erdenrund! Und wer's nie gekonnt, der stehle Weinend sich aus diesem Bund! | Que celui qui a su trouver la chance, D'un ami être un ami; Qui a faite sienne une femme accorte, Joigne à nous son allégresse ! Oui, même celui qui ne nomme sienne Qu'une seule âme sur tout le pourtour de la terre ! Et qui jamais ne le put, Qu'il se retire en tristesse de cette union ! |
| Freude trinken alle Wesen An den Brüsten der Natur; Alle Guten, alle Bösen Folgen ihrer Rosenspur. Küsse gab sie uns und Reben, Einen Freund, geprüft im Tod; Wollust ward dem Wurm gegeben, und der Cherub steht vor Gott.                  | La joie, tous les êtres en boivent Aux seins de la nature; Tous les bons, tous les méchants, Suivent sa trace de rose. Elle nous donna les baisers et la vigne; Un ami, éprouvé jusque dans la mort; La volupté fut donnée au vermisseau, Et le Chérubin se tient devant Dieu.                  |
| Froh, wie seine Sonnen fliegen Durch des Himmels prächt'gen Plan, Laufet, Brüder, eure Bahn, Freudig, wie ein Held zum Siegen. | Joyeux comme volent ses soleils Au travers du somptueux plan du ciel, Allez, frères, votre voie, Joyeux comme héros à la victoire. |
| Seid umschlungen, Millionen! Diesen Kuß der ganzen Welt! Brüder, über'm Sternenzelt Muß ein lieber Vater wohnen. Ihr stürzt nieder, Millionen? Ahnest du den Schöpfer, Welt? Such' ihn über'm Sternenzelt! Über Sternen muß er wohnen.       | Soyez enlacés, millions. Ce baiser de toute la terre ! Frères ! Au-dessus de la voûte étoilée Doit habiter un très cher Père. Vous fondez à terre, millions ? Pressens-tu le Créateur, monde ? Cherche-le par-delà le firmament ! C'est sur les étoiles qu'il doit habiter.                     |

## Postérité
La Neuvième symphonie a eu un impact considérable et est devenue un symbole de la culture européenne.
Après la Seconde Guerre mondiale, c'est aussi symboliquement, comme message de paix et de fraternité, qu'elle fut choisie pour la réouverture le 29 juillet 1951 du festival de Bayreuth, dont le nazisme avait tellement terni l'image. Le chef d'orchestre Wilhelm Furtwängler déclara :

« La Neuvième symphonie est assurément l'aboutissement et le couronnement des symphonies de Beethoven. Contrairement à ce que pensait Wagner, elle n'est aucunement la fin de la production symphonique, comme le développement ultérieur de la symphonie l'a montré. Pour Beethoven, elle appartenait aux grandes œuvres de sa dernière période, comme la Missa Solemnis, les dernières Sonates et les ultimes Quatuors. »

Le musicologue Harry Halbreich écrivit en 1970 à propos de l'interprétation de Berlin de 1942 par Wilhelm Furtwängler de cette symphonie :

« Furtwängler a toujours marqué le fossé séparant la Neuvième des autres symphonies et n'hésitait pas
à la projeter dans l'avenir de la Musique. Les morceaux les plus lourds d'avenir de l'œuvre sont le premier mouvement et
surtout l'adagio. Cet avenir s'appelle Anton Bruckner dans le premier cas (sa Symphonie no 9) et Gustav Mahler dans le second (ses symphonies nos  3 et 4). »

Le musicologue Heinrich Schenker écrivit une monographie sur cette symphonie qui est une référence importante
pour la compréhension et l'interprétation de cette œuvre. Wilhelm Furtwängler ajouta :

« Beethoven n'a jamais songé à écrire une œuvre d'inspiration populaire. S'il était quelqu'un qui avait une véritable personnalité, c'était bien Beethoven. Mais il était conscient de la valeur que prenait pour lui, dans son isolement, son interprétation dans la grande confraternité humaine et c'est précisément pour se délivrer de cet isolement qu'il eut recours à l'union spirituelle qui le liait aux autres hommes. C'est dans la recherche de l'humain que se révèle le véritable Beethoven que nous vénérons comme un Saint. Comme le montre l'analyse de l'œuvre, la Neuvième symphonie est constamment une œuvre de musique pure et la Fantaisie chorale est sans aucun doute une étude préliminaire au dernier mouvement de la Neuvième. À cette époque là, Beethoven ignorait encore qu'il serait appelé à écrire cette symphonie et, à mon avis, la hauteur d'inspiration est identique dans les quatre mouvements et s'affirme, dans le finale, avec la même intensité malgré l'introduction de la mélodie populaire. »

Il déclara, en une autre occasion :

« Si Beethoven fut amené à utiliser la voix humaine, il le fut par des considérations purement musicales, parce que les trois premiers mouvements avaient en quelque sorte préparé le terrain. La voix humaine n'est que le timbre qui vient fournir son instrumentation à cette mélodie parfaite. Dans toute l'histoire de la Musique, je ne vois guère d'exemple montrant plus clairement jusqu'où peut aller l'autonomie formelle de la musique pure. Ce qui informe ce finale, ce n'est pas l'idée de célébrer la joie, mais la puissante imagination musicale de Beethoven capable de métamorphoser cette idée en musique. »

En guise de conclusion, le chef d'orchestre écrivit :

« Autant que je sache, la Neuvième ne fut exécutée qu'une seule fois du vivant de Beethoven et ce n'est qu'avec un certain recul du temps qu'on a pu saisir quels problèmes cette œuvre nouvelle posait aux exécutants. Son exécution par Richard Wagner fut un évènement décisif et il ne faut pas oublier que la tradition n'a de sens que si elle reste vivante et se renouvelle. On ne peut conserver en vase clos des œuvres telles que les symphonies de Beethoven car, comme toute œuvre d'art, celles-ci deviennent lettre morte là où la confraternité humaine à laquelle elles s'adressent, aurait cessé d'exister. Une musique représentative du génie européen n'existera qu'autant que l'Europe elle-même sera réalité. »

### Éditions

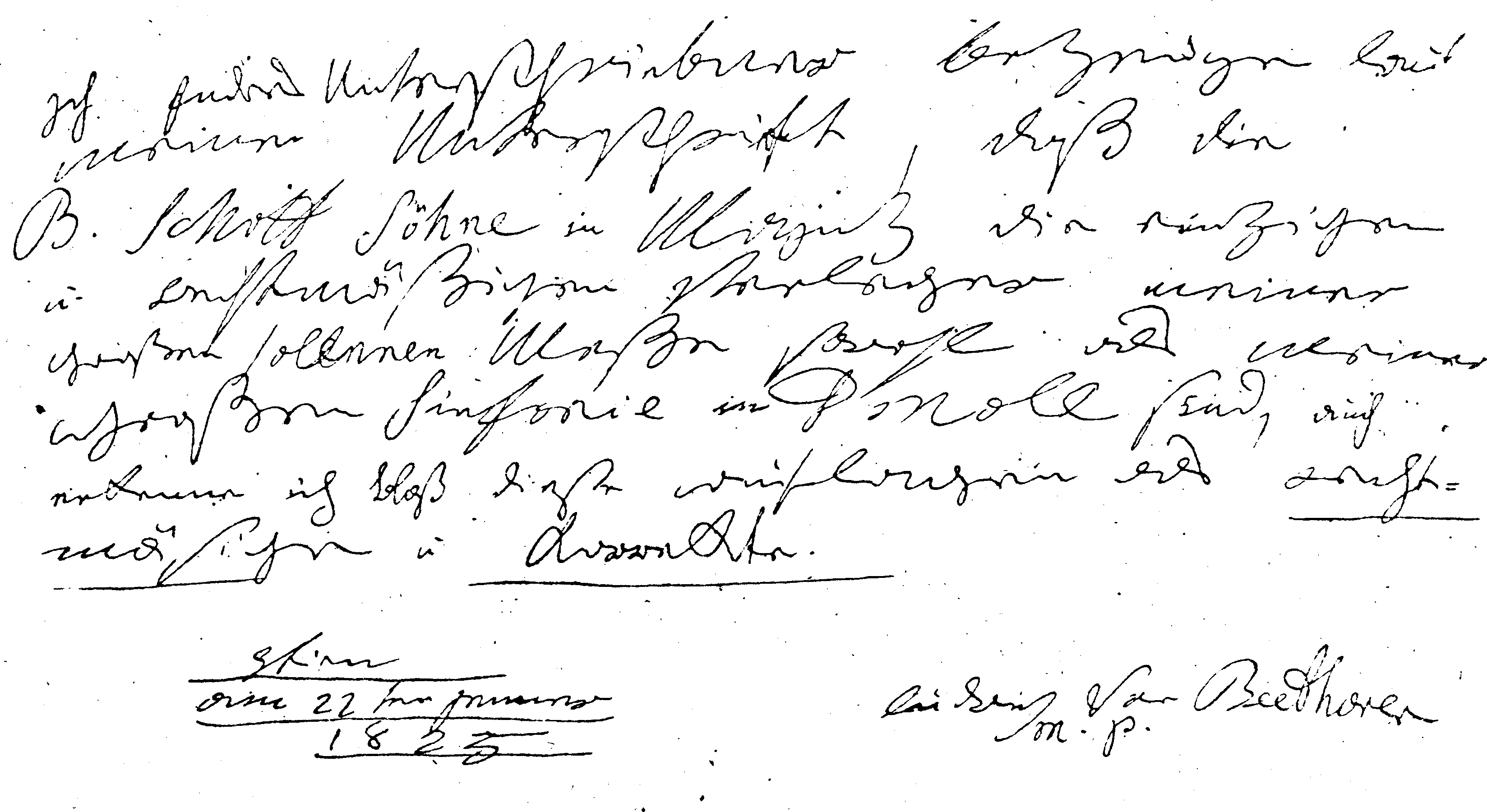
Lettre de la main de Beethoven daté du 22 janvier 1825, donnant exclusivité de la publication de la neuvième symphonie et de la Missa Solemnis à l'éditeur Schott.

La Neuvième symphonie fut éditée pour la première fois chez Schott, en octobre 1826, à Mayence. Elle portait une dédicace au roi de Prusse Frédéric-Guillaume III,.
Le musicologue britannique Jonathan Del Mar a édité en 1996 chez Bärenreiter une version urtext de la symphonie.

### Partition manuscrite
La partition manuscrite de la Neuvième symphonie a été acquise par l'UNESCO en 2001 et classée au registre Mémoire du monde.
http://www.unesco.org/new/fr/communication-and-information/memory-of-the-world/register/full-list-of-registered-heritage/registered-heritage-page-5/ludwig-van-beethoven-symphony-no-9-d-minor-op-125/

### Premières dans le monde
- Vienne : 7 mai 1824[1],[2] (création mondiale)
- Londres : 21 mars 1825[25]
- Francfort-sur-le-Main : 1er avril 1825
- Aix-la-Chapelle : 23 mai 1825
- Leipzig : 6 mars 1826
- Berlin : 27 novembre 1826
- Paris : 27 mars 1831
- Saint-Pétersbourg: 7 mars 1836
- New York : 20 mai 1846
- Boston : 5 février 1853
- Budapest : 2 décembre 1855
- Montréal : 8 avril 1897
- Mexico : 6 novembre 1910
- Rio de Janeiro : 7 octobre 1918
- Le Cap : février 1923
- Tokyo : 29 novembre 1924
- Shanghai : 14 avril 1936
- Bombay : 1950
- Pékin : 15 octobre 1959
- Singapour : 9 décembre 1995

### LaNeuvième symphoniedans la culture populaire

#### Cinéma
- 1936 : La Neuvième Symphonie, titre français d'un film de Douglas Sirk : une retransmission à la radio de la symphonie, dirigée par un chef d'orchestre en Allemagne, redonne goût à la vie à une jeune femme exilée à New York ;
- 1965 : Help! de Richard Lester, au moment de la confrontation entre Ringo et le tigre ;
- 1971 : Orange mécanique de Stanley Kubrick[26] ;
- 1979 : Stalker d'Andreï Tarkovski ;
- 1988 : Piège de cristal de John McTiernan ;
- 1989 : Le Cercle des poètes disparus de Peter Weir ;
- 1994 : Ludwig van B. (Immortal beloved) de Bernard Rose ;
- 1995 : Harrison Bergeron de Bruce Pittman ;
- 1996 : Shine de Scott Hicks ;
- 1999 : Sexe Intentions (Cruel Intentions) de Roger Kumble ;
- 2001 : Sexy Boys de Stéphane Kazandjian ;
- 2001 : Waterboys de Shinobu Yaguchi ;
- 2002 : Bowling for Columbine de Michael Moore ;
- 2002 : Equilibrium de Kurt Wimmer ;
- 2006 : Southland Tales de Richard Kelly ;
- 2006 : Copying Beethoven de Agnieszka Holland ;
- 2007 : Paranoid Park de Gus Van Sant ;

#### Danse
- 1964 : création du ballet IXe Symphonie de Maurice Béjart au Cirque Royal de Bruxelles[27] ;

#### Animation
- 1995 : dans l'épisode 24 de Neon Genesis Evangelion de Hideaki Anno, joué par le Brussels Philharmonic sous la direction d'Alexander Rahbari
- 2003 : Tokyo Godfathers de Satoshi Kon
- 2004 : dans l'épisode 13 de Gunslinger Girl.
- 2008 : dans les épisodes 343,363,445 et 460 de One Piece.
- 2008 : BURN·E de Angus MacLane
- 2009 : dans l'épisode 11 de Kämpfer.
- 2012 : L'Âge de glace 4 de Steve Martino et Mike Thurmeier

#### Télévision
- 2003 : Sert de générique à l'émission de télévision japonaise GameCenter CX
- 2004 : La Neuvième, documentaire de 52 minutes de Pierre-Henri Salfati

#### Séries télévisées
- 2017 : La casa de papel d'Álex Pina

#### Jeux vidéo
- 1990 : Parodius (NES)[28]
- 2013 : Lego City Undercover

#### Ode à la joie
Un extrait du presto final de l'Ode à la joie, du 4e et dernier mouvement de la symphonie, tel qu'il a été réarrangé par Herbert von Karajan, est devenu l'hymne de diverses institutions européennes, dont le Conseil de l'Europe et l'Union européenne.

## Galerie

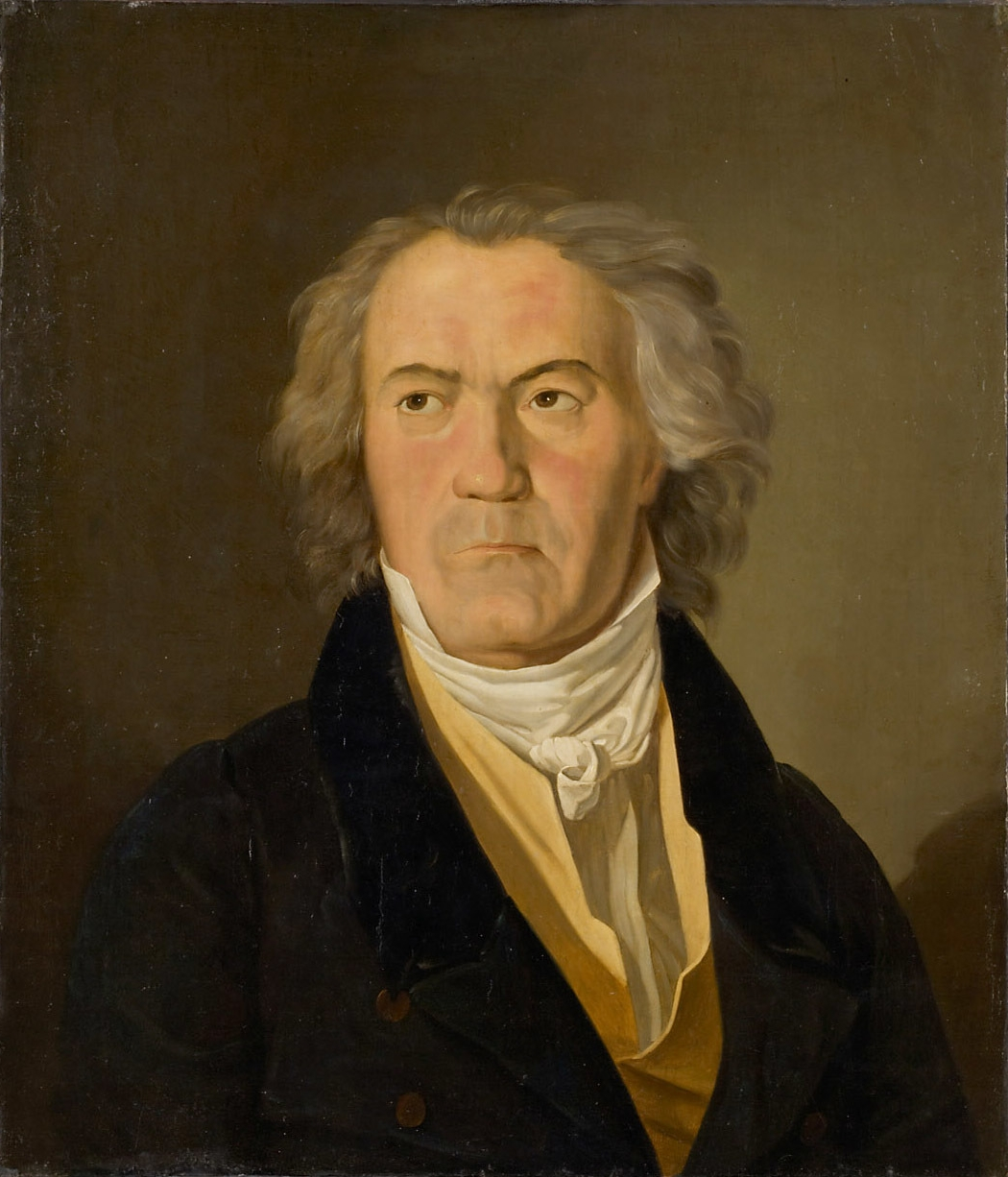
Beethoven en 1823
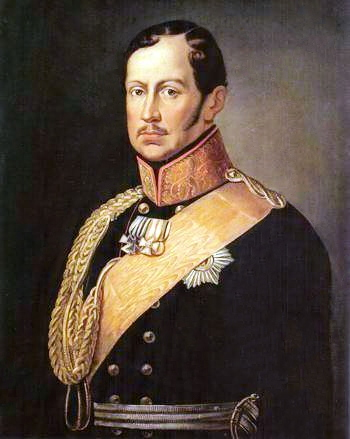
Frédéric-Guillaume III de Prusse, dédicataire de la Neuvième symphonie
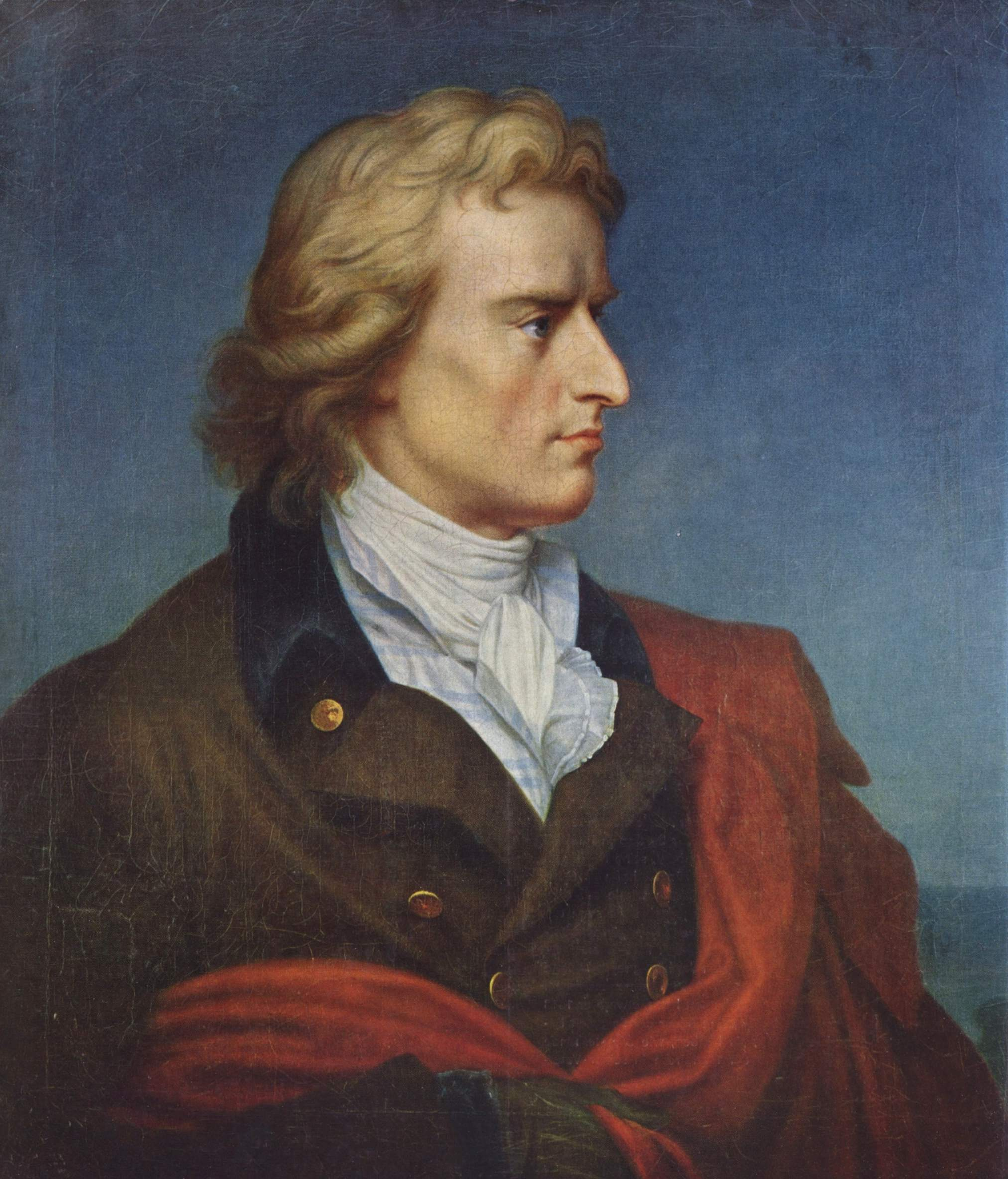
Friedrich von Schiller, auteur de lOde à la joie
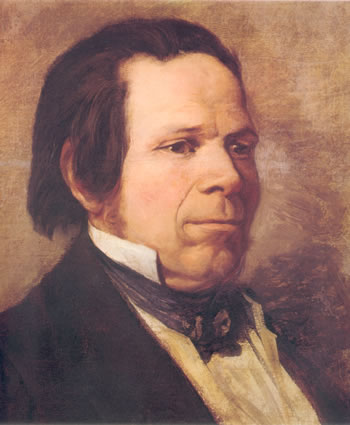
Ignaz Schuppanzigh fut premier violon pour la création de l'œuvre le 7 mai 1824

## Repères discographiques